# あつぎ鮎まつり
あつぎ鮎まつりは、神奈川県厚木市にて、8月の第一土曜日を中心に前後1日を含む2日間にわたって行われる祭りである。市民などからは鮎まつりと呼ばれ親しまれており、厚木市で行われるイベントの中では一年の中で最も大規模なものである。厚木市に限らず県内でも有名で、「かながわのまつり50選」の1つにも選ばれている。

## 概要
8月の第一土曜日（2009年については第二土曜日の8月8日、2011年は東日本大震災による電力不足の影響により11月5日にそれぞれ延期して開催。また、2020年と2021年は新型コロナウイルス (COVID-19) の感染拡大の影響により中止されたが、2022年は11月5日に延期して3年ぶりに開催予定）の夜に行われる、相模川・中津川・小鮎川の三川合流点付近で花火の打ち上げと、その翌日に行われる「小学生鮎つかみどり大会」がメインイベントである。例年、前夜祭として厚木中央公園で歌手などを招待してイベントが行われる。2005年、2006年には、厚木市・海老名市出身である歌手のいきものがかりがスペシャルゲストとして招かれ、会場は大盛り上がりだった。
メインイベントである花火では1万発（2019年現在）ほどが打ち上げられ、県内では最大級の打ち上げ数である。大きなものでは直径250メートルもの花火が打ち上げられる。数十万人がこの花火を観に訪れ、対岸の海老名市側を含めて、中央通り商店街界隈なども、当日は人でごった返す。三川合流点下流の相模川橋梁を通過する小田急小田原線電車も徐行運転を行い乗客達を楽しませたり（花火見物をしようと見物客が集まる厚木駅の安全確保の意味もある。なお駅での花火見物は禁止されている）、臨時で列車を増発するなどしている。
最後は大ナイアガラで締めくくる。全ての花火が打ち上がった後、観客がスマートフォンのライトを点灯し花火師に感謝の意を示すフィナーレも恒例となっている。
2024年（令和6年）の開催では、来場者数は約29万人を記録し、その経済効果は8億円規模に上ると試算されている。

## 歴史
先祖を慰める為、相模川に入り灯籠（灯篭）を流したのが祭りの始まりであるといわれている。そのうち、「鮎への感謝の気持ち」として花火を打ち上げるようになり、戦後いつしか大規模な祭りになっていった。
より具体的な花火大会のルーツは、1910年（明治43年）に厚木町の旅館組合（古久屋、高島亭、若松屋）が主催した相模川の川開きで行われた花火に遡る。この川開きは、前年に開催された鮎漁のイベントで花火が好評を博したことから企画され、当日は芸妓衆も船に乗り込み、打ち上げ花火や仕掛け花火で大変な賑わいを見せたという記録が残っている。
この伝統が形を変えながら受け継がれ、戦後に市民参加型の「あつぎ鮎まつり」として定着した。

## 主なイベント

### 大花火大会
祭りの初日の夜に行われる最大の呼び物である。
・打ち上げ数: 約10,000発。スターマイン（速射連発花火）を中心に構成される。
・大ナイアガラ: プログラムのフィナーレを飾る巨大な仕掛け花火。相模大橋に設置され、圧巻の光景が広がる。
・有料観覧席: 打ち上げ場所間近の相模川河川敷（厚木側および海老名側）には、有料観覧席が設けられる。

### その他の催し
祭り期間中は、厚木中央公園や中心市街地で様々なイベントが開催される。
・Dance Legend（ダンスレジェンド）: 厚木商工会議所青年部が主催する、日本最大級のストリートダンスコンテスト。
・子ども鮎つかみどり: 小鮎川の河畔で、子どもたちが鮎を素手で捕まえる体験イベント。捕まえた鮎は持ち帰ることができる。
・オープニングパレード: 祭りの開始を告げるパレード。
・あつぎ鮎まつりDREAMフェスタ: 子ども向けにキャラクターショー（過去には『それいけ!アンパンマン』や『プリキュアシリーズ』など）が開催される。
・市民出店村: 市民や地元の団体による多くの屋台が出店される。
・みこしショー、民踊総おどり: 地域の伝統文化を披露する催し。